# Cheiracanthium mysorense
Cheiracanthium mysorense är en spindelart som beskrevs av Majumder och Benoy Krishna Tikader 1991. Cheiracanthium mysorense ingår i släktet Cheiracanthium och familjen sporrspindlar. Inga underarter finns listade i Catalogue of Life.